# Egnasia lioperas
Egnasia lioperas är en fjärilsart som beskrevs av Louis Beethoven Prout 1922. Egnasia lioperas ingår i släktet Egnasia och familjen nattflyn. Inga underarter finns listade i Catalogue of Life.